# Stanytsia Luhanska
Stanytsia Luhanska (ucraiano: Станиця Луганська; russo: Станица Луганская) é um assentamento urbano localizado nas margens do rio Seversky Donets, localizado no Raion de Schastia no Oblast de Luhansk , leste da Ucrânia. Sua população é de 12.505 (senso de 2021). O assentamento é uma das duas fundações locais dos cossacos do Don no que hoje é a Ucrânia. Ele está situado a 20 km do nordeste de Luhansk. Antes de 2020, foi um centro administrativo do antigo Raion de Stanytsia-Luhanska. 
Na metade de abril de 2014, separatistas pró-rússia capturaram diversas cidades na região de Donbass, incluindo Stanytsia Luhanska.
No dia 2 de julho de 2014, aviões não especificados atacaram as vilas de Luhanska e Kondrashovka. O exército ucraniano negou o ataque e disse que a causa dos danos era a baixa qualidade dos telhados dos separatistas. Também há outra versão, que o ataque foi causado por uma aeronave russa para botar a culpa no exército ucraniano e desacreditá-lo.
No dia 22 de agosto de 2014, as forças ucranianas supostamente estavam limpando Stanytsia Luhanska de separatistas pró-rússia. A vila ficou sob o controle das autoridades ucranianas. Ela acabou ficando frente a frente com as forças representando a República Popular de Luhansk e se tornou vítma constante de bombardeios. No começo de 2017, uma tentativa de acordo entre o exército ucraniano e as forças separatistas da guerra de Donbass para o desengajamento das forças em Stanytsia Luhanska falhou em se materializar. Em 17 de fevereiro de 2022, os rebeldes bombardearam a cidade e um míssil atingiu uma escola, ferindo 3 pessoas. Metade da cidade ficou sem energia.

## Demografia
Dados do Senso Ucraniano de 2001, baseado na língua nativa dos entrevistados:
- russo (92.4%)
- ucraniano (6.2%)
- romani (0.2%)
- armênio (0.2%)
- bielorusso (0.1%)